# Општина Корделио-Евосмос
Општина Корделио-Евозмос (грч. Δήμος Κορδελιού-Ευόσμου) општина је у Грчкој. По подацима из 2011. године број становника у општини је био 105.352. Административни центар је насеље Евосмос. Општина обухвата два солунска насеља: Евосмос и Харманкој-Корделио.

## Становништво
| 2011.   | 2021.   |
| ------- | ------- |
| 101.010 | 105.352 |